# Difesa Barnes
La difesa Barnes è l'apertura degli scacchi caratterizzata dalle mosse
1. e4 f6

È analoga all'apertura Barnes, che ripropone lo stesso tema tattico: la spinta di una casella del pedone f. È valutata come la peggior risposta in assoluto all'apertura di pedone di re: non attacca né occupa case centrali, non libera alcun pezzo né è propedeutica a qualche sviluppo. Questa apertura indebolisce seriamente la struttura pedonale del Nero, toglie al cavallo di re la casa naturale per il suo sviluppo ed espone il re ad attacchi. Non è mai stata giocata ad alti livelli.